# برونو کاستانیرا
برونو کاستانیرا (به پرتغالی: Bruno Junichi Suzuki Castanheira) مهاجم اهل برزیل است که در شهر پارانا، برزیل و در تاریخ ۲۰ مهٔ ۱۹۹۰ به دنیا آمده‌است.
برونو کاستانیرا در تیم‌های فوتبال باشگاه فوتبال آلبیرکس نیگاتا سابقهٔ حضور دارد.